# Fridrikh Ermler
Pour les articles homonymes, voir Ermler.
Fridrikh Markovitch Ermler (en russe : Фридрих Маркович Эрмлер), de son vrai nom Vladimir Markovitch Breslav, né le 13 mai 1898 à Rēzekne en Lettonie (Empire russe) et mort le 12 juillet 1967  à Léningrad (aujourd'hui Saint-Pétersbourg), en Union soviétique, est un réalisateur soviétique. Il utilise parfois la graphie allemande de son nom Friedrich Ermler, on trouve parfois la graphie lettone : Frīdrihs Ermlers.

## Biographie
Né dans une famille d'ouvriers, Fridrikh Ermler sert dans l'Armée rouge lors de la guerre civile russe et plus tard collabore avec la Tchéka. En 1923-1924, il étudie à l'actuel Institut d'État du cinéma et de la télévision de Saint-Pétersbourg, mais ne finit pas le cursus et commence à travailler aux studios Sevzapkino, qui plus tard deviendra Lenfilm. Son premier long métrage Katka, petite pomme reinette coréalisé avec Edouard Ioganson sort en 1926. En 1932, avec Sergueï Ioutkevitch, il réalise avec le premier film sonore soviétique Contre-plan, un film de propagande consacré aux exploits des ouvriers de Leningrad relevant le défi d'un contre-plan, visant à dépasser les objectifs de planification économique gouvernementale. En 1940, Fridrikh Ermler devient directeur artistique de Lenfilm. 
La Palme d'or du festival de Cannes lui est décerné pour le film Le Tournant décisif en 1946.
Mort à Léningrad, Fridrikh Ermler est inhumé au cimetière Bogoslovskoïe.

## Famille
Fridrikh Ermler est le père du chef d'orchestre Mark Ermler.

## Distinctions
- prix Staline de 2e classe : 1941, pour le film de propagande Le Grand Citoyen (ru) (Великий гражданин, 1937, 1939)
- prix Staline de 2e classe : 1946, pour le film Camarade P. (en) (Она защищает Родину, 1943)
- prix Staline de 1er classe : 1946, pour le film Le Tournant décisif (Великий перелом, 1945)
- prix Staline de 3e classe : 1951, pour le film La Grande Force (ru) (Великая сила, 1949)
- Artiste du peuple de l'URSS : 1948

## Filmographie partielle

### Réalisateur
- 1926 : Les Enfants de la tempête (Дети бури)
- 1926 : Katka, petite pomme reinette (Катька — бумажный ранет)
- 1927 : Le Cordonnier de Paris (Парижский сапожник)
- 1928 : Dom v sugrobakh (Дом в сугробах)
- 1929 : Débris de l'empire (Oblomki imperiï)
- 1932 : Contre-plan (Встречный, Vstretchny) co-réalisé avec Sergueï Ioutkevitch
- 1934 : Ceux du kolkhoze[1] (Krestianné, littéralement Les paysans)
- 1937 : Le Grand Citoyen (ru) (Великий гражданин)[2]
- 1943 : Camarade P. (en) (Ona zasciscaet rodinu)
- 1945 : Le Tournant décisif (Velikij perelom), Grand prix du festival de Cannes 1946.
- 1950 : La Grande Force (ru) (Velikaja sila), Prix Staline
- 1955 : Le Roman inachevé (Неоконченная повесть)
- 1958 : Le Jour premier (ru) (День первый, Den pervy)

### Directeur artistique
- 1954 : La Dague (Кортик, Kortik) de Vladimir Venguerov et Mikhail Schweitzer